# Kanton Contes
Kanton Contes (fr. Canton de Contes) je francouzský kanton v departementu Alpes-Maritimes v regionu Provence-Alpes-Côte d'Azur. Tvoří ho sedm obcí.

## Obce kantonu
- Bendejun
- Berre-les-Alpes
- Cantaron
- Châteauneuf-Villevieille
- Coaraze
- Contes
- Drap